# Solo (historieta)
Solo es un cómic de Oscar's Studio cuyo protagonista homónimo es una rata cazadora que inicia un viaje en busca de su familia secuestrada por los humanos y que en su caminar encuentra y se enfrenta a todo tipo de sorprendentes seres y nos presenta el Mundo Caníbal.
El entorno en el que vive nos muestra a cada paso como se articula y estructura un mundo con el ecosistema roto y despedazado donde el canibalismo es la única forma de supervivencia, un mundo destrozado por guerras biológicas, químicas, atómicas...con todo el planeta cambiado. Tal vez el mayor de los cambios se da en los animales que sufren mutaciones increíbles y desarrollan inteligencia parecida al del ser (in)humano.
Existe un número 9, en donde se incluyen casi exclusivamente las fichas de presentación (con mucho humor negro) de las distintas especies que habitan el Mundo Caníbal.
Actualmente Oscar Martín está trabajando en una precuela, ambientada en la juventud de Solo.

## Argumento
Después de un día de caza, Solo vuelve a su casa y encuentra que su familia ha sido secuestrada por los monines, enfrentándose con un par de ellos que han quedado atrás.
Comienza su búsqueda para encontrar el lugar a donde han llevado a su mujer y a sus hijos, cruzándose en su camino rechazados y gatos nómadas, a los que se enfrenta y mata normalmente, antes de encontrar el primer lugar por el que empezar a buscar: una comunidad de ratas, donde le explican que los humanos han comenzado de nuevo a criar animales, optando por usar a las ratas como alimento, debido a su tamaño y capacidad de reproducción.
Tras enterarse de lo que van a hacer con su familia, sale en su busca junto con otra rata cazadora llamada Aníbal, con la que se enfrenta a un grupo de mustélidos, a los cuales matan, muriendo Aníbal por las heridas.
Solo sigue su búsqueda, encontrándose con un engendro primero y con un clan de perros después. Estos le apresan en lugar de comérselo porque el jefe del clan considera a las ratas aliadas contra el proyecto de las granjas. Le devuelve las armas, le ofrece sitio para descansar y le indica dónde hay un campamento cercano de humanos.
En el campamento libera a las ratas cautivas, aunque no está su familia, y toma como rehén al oficial al mando para que le lleve a la central donde se retiene a las ratas. Una vez allí, mata al oficial y se infiltra en el poblado y, gracias a la ayuda de un rechazado, consigue entrar en la prisión donde tienen retenidas a las ratas. Allí una rata hembra le cuenta que conoció a su familia pero que las llevaron a las granjas de matanza. Solo libera entonces a todas las ratas cautivas, abriéndose paso a tiros entre los monines.
Un tiempo después, mientras persigue a un rechazado para comer, se enfrenta a un cachocarne y a un grupo de puerkos, no obteniendo nada de la pelea, salvo algunos golpes más. Mientras se aleja de la pelea encuentra los restos de otra lucha donde unos mustélidos han dado caza a unos perros. Escondido entre las rocas encuentra a un cachorro de perro al que, inicialmente, piensa en matar, pero cambia de idea y adopta. Busca refugio y se interna en una cueva donde reside un morador de la oscuridad al que mata y usa de comida para él para el cachorro.
Unos meses después salen ambos de la cueva, el cachorro ya crecido aunque sin saber pelear. Solo empieza a entrenarlo después de conseguir huir de solitario, el cual mata a un par de rechazados, lo que les permite a Solo y al perro hacerse con armamento y ropa.
Mientras entrena al perro, un bicho comienza a mutar, convirtiéndose en un monstruo.
Solo y el perro se paran a hacer campamento y les encuentra un predicador, al cual se cansan de escuchar y matan a tiros. Entonces aparece el monstruo mutado y tienen un enfrentamiento en el que casi mueren los dos. El monstruo se traga entero a Solo y este consigue terminar con el monstruo disparando desde dentro y saliendo con el cuchillo. Cuando están felicitándose por haber sobrevivido, un solitario mata a Solo de un disparo en la cabeza. El perro sale huyendo, pero el ansia de venganza y la rabia crecen en él y vuelve para enfrentarse al solitario, al que consigue matar por poco.
El perro hace una tumba sobre las piedras, para que los gusanos rastreadores de sangre no lo toquen, y entierra a Solo.
Pasa el tiempo y el perro vuelve para darle las gracias a Solo por todo lo que le enseñó, deseándole que haya encontrado la paz dondequiera que esté.

## Especies

### Monines
Descendientes de los babuinos y los chimpancés, usados por los humanos como ejército (mayormente como soldados rasos).

### Rechazados
Delincuentes expulsados de los asentamientos humanos.

### Mutantes de las rocas
Posiblemente descendientes de los cocodrilos y los caimanes, pero con un peso de 1 tonelada.

### Gatos nómadas
Mayormente descendientes de los gatos, parte de su genética proviene de los grandes felinos.

### Mustélidos
Descienden de los armiños, las comadrejas,... y tienen una agresividad extrema.

### Engendros
Chimpancés modificados cibernéticamente para intentar conseguir un supersoldado, aunque ninguno ha funcionado correctamente, muriendo o volviéndose loco en el proceso.

### Perros
Descendientes de los actuales perros, pero con más tamaño, fuerza e inteligencia. Conservan muchos rasgos de su carácter actual.

### Humanos
Representación de lo peor de lo que puede ofrecer la humanidad. Son egocéntricos, xenófobos, manipuladores,...

### Cachocarne
Cruce entre una hiena y un oso, por tamaño, unos 700 kg, y agresividad.

### Puerkos
Descendientes de los cerdos, jabalíes,...

### Moradores de la oscuridad
De origen desconocido, es un animal ciego que vive en las grutas y cavernas. No para de crecer mientras la gruta sea más grande que él.

### Solitarios
Descendiente de los grandes felinos, tiene una agresividad tan alta que raramente se aparean sin que una de las dos partes muera en el proceso.

### Bichos
Especie de ave de pequeño tamaño con dentadura y poca inteligencia.

### Predicadores
Humanos integristas religiosos. Son sadomasoquistas y pretenden controlar a todos y a todo mediante sus creencias.

### Gusanos rastreadores de sangre
Son gusanos subterráneos de gran tamaño capaces de oler la sangre a mucha distancia. Arrastran a sus presas, estén vivas o muertas, dentro del suelo para devorarlas.